# Katedra św. Eugeniusza w Londonderry
Katedra św. Eugeniusza w Londonderry (ang. St Eugene's Cathedral) – katedra rzymskokatolicka w Londonderry. Główna świątynia diecezji Derry. Mieści się przy Lonemore Road.
Budowa świątyni rozpoczęła się w 1849 i zakończyła w 1873, konsekrowana w 1873. Projektantem świątyni był J. J. McCarthy. Reprezentuje styl neogotycki. Posiada jedną wieżę, której budowa trwała w latach 1900–1903. 